# 徐大铨
徐大铨（1935年7月—），男，辽宁辽阳人，中华人民共和国政治人物，曾任冶金工业部副部长，第七、八届全国政协委员。